# Ben Lambert
Benjamin Lambert, dit Ben Lambert, né le 6 juin 1981, est un acteur et producteur anglais.

## Biographie
Acteur londonien, Lambert officie au cinéma, au théâtre, à la télévision et dans le monde du doublage. Il est également actif dans le domaine du jeu vidéo. Sa prestation la plus célèbre est celle dans Detroit: Become Human, où il prête sa voix, ses traits et sa gestuelle aux personnages de Daniel et Simon.
Il pratique la danse et le yoga, ainsi que le ju-jitsu.

## Filmographie
Sauf indication contraire, les informations mentionnées dans cette section peuvent être confirmées par la base de données cinématographiques Allociné,  présente dans la section « Liens externes ».
- 2004 : The Open Doors : Hugh Sappleton (court-métrage)
- 2012 : Zero Dark Thirty : le technicien informatique
- 2012 : Vampyre Nation : Nikolai
- 2013 : Outpost III: Rise of the Spetsnaz : Rogers
- 2014 : DCI Banks : Joseph Forbes (saison 3, épisode 1)
- 2015 : We Are Tourists : Ethan
- 2016 : Les Enquêtes de Morse : Guy Mortmaigne (saison 3, épisode 3)
- 2017 : The Windsors : Johnny Mathers (saison 2, épisodes 3, 4 et 6)
- 2017 : Poldark : St John Peter
- 2017-2018 : Harlots : Lord Fallon (saison 1 et 2)
- 2018 : Detroit: Become Human : Daniel, Simon
- 2019 : The Witcher : le Roi Virfuril (saison 1, épisodes 3 et 4)
- 2022 : Grace (en) : Barty Chancellor (saison 2, épisode 1)